# Abu al-Hassan al-Haiximi al-Quraixi
Abu al-Hassan al-Haiximi al-Quraixi (àrab: أبو الحسن الهاشمي القرشي, Abū l-Ḥasan al-Hāximī al-Quraxī; Rawa, 31 de gener de 1980 - Dera, 15 d'octubre de 2022) va ser un jihadista iraquià. Va ser el quart líder i tercer «califa» del grup armat Estat Islàmic, des del 10 de març de 2022 fins a la seva mort.

## Biografia
Abu al-Hassan al-Haiximi, nascut Nur Karim al-Mutni, pertanyia a la tribu Al Bu Ubaid de Rawa, a l'oest de la governació d'Al-Anbar. Va estudiar enginyeria informàtica a la Universitat de Bagdad, però va abandonar aquests estudis just abans de la guerra de l'Iraq i es va unir al «camp d'entrenament de Rawa» amb Manaf Al-Rawi sota el comandament dels líders de l'Al-Qaida Omar Hadid i Abu Muhammad Al-Lubnani.
La seva adhesió a l'estatus de califa va ser anunciada el 10 de març de 2022 en un missatge d'àudio pel portaveu d'Estat Islàmic, Abu Omar al-Muhajir, després de la mort de l'anterior califa Abu Ibrahim al-Haiximi al-Quraixi. El missatge indicava que membres d'Estat Islàmic li havien jurat fidelitat, segons la voluntat de l'antic califa.
Estat Islàmic va anunciar la seva mort el 30 de novembre de 2022 "en lluitar contra els enemics de Déu" sense més detalls sobre el lloc, la data o les circumstàncies de la seva mort. El mateix dia, el Comandament Central dels Estats Units va confirmar la mort del líder de l'EI i va especificar que va ser assassinat a Dera a mitjans d'octubre, durant una operació dels rebels de l'Exèrcit Lliure de Síria. Segons l'Observatori Sirià dels Drets Humans (OSDH), els enfrontaments van tenir lloc durant la primera quinzena de novembre i van deixar almenys 20 morts.
Estat Islàmic va designar com a successor Abu al-Hussein al-Husseini al-Quraixi, el qual també va morir l'abril del 2023, durant una operació dirigida pels serveis secrets turcs.